# Mongolia Esterna
La Mongolia Esterna (mongolo: Ар Монгол (Ar Mongol); mancese: Tülergi Monggo; cinese: 外蒙古|外蒙古; pinyin: Wài Měnggǔ) era una divisione amministrativa della dinastia Qing. L'area era grosso modo equivalente a quella del moderno Stato della Mongolia. C'era e c'è un po' di confusione sul fatto se la Mongolia Esterna fosse costituita solo dalle quattro province (aimag) khalkha (Setsen Khan Aimag, Tüsheet Khan Aimag, Sain Noyon Khan Aimag e Zasagt Khan Aimag), o dalle aree khalkha più quelle oirate di Hovd e Tannu Uriankhai.

## Origine del nome
Il nome "Mongolia Esterna" si contrappone a quello della Mongolia Interna (内蒙古; Nèi Měnggǔ), oggi una regione autonoma della Repubblica Popolare Cinese. Il termine comparve per la prima volta nella prima metà del XVII secolo, in seguito alla conquista della Cina da parte dei Manciù: viene infatti dal nome mancese per la regione, "Tülergi Monggo", che significa appunto "Mongolia Esterna".
Nella loro espansione, i Manciù conquistarono anche questi territori, fino ad allora indipendenti, assoggettando le tribù mongole che li abitavano. Per gestire i nuovi possedimenti, i Manciù istituirono una speciale autorità amministrativa (il cosiddetto yamen mongolo). Al tempo stesso, operarono una distinzione tra gli abitanti mongoli della regione e quelli della Mongolia Interna, che furono assimilati ai sudditi dell'impero e non assoggettati alle autorità dei Mongoli settentrionali e occidentali.
Nel 1691, anche i principi khalkha e la regione della Mongolia Esterna entrarono a far parte dell'Impero Qing. I nomi Mongolia Interna e Mongolia Esterna vennero però preservati.
Nell'uso mongolo moderno, si usa il termine "Ар Монгол" (Ar Mongol) che significa "Mongolia Settentrionale" o "Mongolia Posteriore". Si sostiene talvolta che l'uso continuato del termine nella lingua cinese rifletta una prospettiva sinocentrica che assume la parte settentrionale della Mongolia come "esterna", mentre la porzione meridionale, più vicina al centro della civiltà cinese, è considerata come "interna". 
Oggi, "Mongolia Esterna" si usa ancora informalmente per riferirsi alla Mongolia. Il termine è molto comune anche a Taiwan. Per evitare confusione tra la nazione sovrana della Mongolia e la Mongolia Interna della Cina, riconoscendo però la sovranità della Mongolia, i mezzi di comunicazione della Repubblica Popolare Cinese generalmente si riferiscono a quest'ultima come "Stato della Mongolia" (蒙古国) anziché solo "Mongolia" (蒙古).